# Banchus tumidus
Banchus tumidus är en stekelart som beskrevs av Dali Chandra och Gupta 1977. Banchus tumidus ingår i släktet Banchus och familjen brokparasitsteklar. Inga underarter finns listade.